# تيدي توماس
تيدي توماس (بالفرنسية: Teddy Thomas)‏ هو لاعب اتحاد الرغبي فرنسي، ولد في 18 سبتمبر 1993 في بياريتز في فرنسا.

## وصلات خارجية
- تيدي توماس على موقع سلسلة سباعيات الرغبي العالمية - رجال (الإنجليزية)
- تيدي توماس عل موقع إسبنسكروم (الإنجليزية)
- تيدي توماس على موقع ItsRugby.co.uk (الإنجليزية)